# Charles-Tristan de Montholon
Pour les articles homonymes, voir Famille de Montholon.
Charles Tristan, marquis de Montholon, né le 21 juillet 1783 à Paris et mort dans la même ville le 20 août 1853, est un général français, compagnon de Napoléon Ier sur l’Île de Sainte-Hélène.

## Biographie
Charles-Tristan était d’une ascendance noble, fils aîné de Mathieu de Montholon (1753-1788), conseiller au parlement de Metz, et de Angélique Aimée de Rostaing (1756-1842; fille du comte de Rostaing, colonel du régiment de Grenoble, et d’Anne Henriette de Lur-Saluces). Mathieu de Montholon s’allie à la meilleure noblesse : cela lui vaut d’entrer au service du duc de Penthièvre, d’où il passe à celui de Monsieur, dont il a la charge de Premier veneur. Ayant à faire les preuves pour les honneurs de la Cour, il affirme tenir des comtes de Lée et de Montholon, en Autunois, mais les preuves ne furent pas reçues ; en compensation, on reconnaît à son père, par lettres patentes du 6 octobre 1787, la noblesse d’extraction. Le père de Charles-Tristan préfére prendre le titre de marquis de Montholon.
La sœur aînée de Charles-Tristan, Marie de Montholon, épouse Louis Ernest Joseph, comte de Sparre, le 20 vendémiaire an VII ; et la seconde, Félicité Françoise Zéphirine de Montholon, épouse en premières noces le général Joubert, qui meurt à la bataille de Novi; puis s’unit en secondes noces au maréchal Macdonald.

### Une rapide carrière d’officier d’état-major
À la mort de son père, Charles-Tristan avait six ans. Il est adopté par son beau-père Charles-Louis Huguet de Sémonville, étonnante figure, surnommé « le vieux chat » par Talleyrand, dont Bonaparte fait un conseiller d’État, un sénateur, puis un comte de l’Empire. Ce personnage influent, qui joue un rôle crucial dans la conclusion du mariage autrichien, s’occupe avec soin des enfants de sa femme. Il marie la fille aînée au comte de Sparre, et la cadette d’abord au général Joubert, puis au général MacDonald ; il adopte les deux garçons. L’aîné, Charles-Tristan, doit à cette protection une rapide carrière : le 7 octobre 1799, à seize ans, il est nommé adjoint du génie par Championnet ; le 31 mai 1800, il est promu lieutenant, et détaché comme aide de camp du général Augereau, ce qui lui vaut ses galons de capitaine le 3 novembre 1801 ; réformé avec traitement le 22 décembre 1801, il est placé en mission auprès du ministère des Affaires étrangères d’avril 1802 au 30 décembre 1802, date à laquelle il est nommé aide de camp du général Klein ; le 12 mai 1803, il est aide de camp de son beau-frère, le général MacDonald.
En novembre 1804, Sémonville demande pour lui le grade de lieutenant-colonel ; Berthier en fait la proposition à l’empereur, en l’appuyant de la chaude recommandation de Maret : « Cet officier n’a pas le temps de service nécessaire. », annote Napoléon. Montholon continue de servir dans les états-majors. Le 11 septembre 1805, il est affecté à celui de la Grande Armée. Il y obtient la Légion d'honneur le 14 mars 1806 et le grade de chef d’escadrons, le 9 janvier 1807. Le 6 septembre 1807, on le trouve aide de camp de Berthier. En 1808, il commande le 4e régiment provisoire de la brigade Salm-Isembourg lors du soulèvement du Dos de Mayo à Madrid.
Le 13 mai 1809, il est promu adjudant-commandant (lieutenant-colonel) et le 28 mai suivant, comte de Sémonville, sur transmission du titre de son beau-père qui a constitué un majorat à cet effet. Le 15 août 1809, il reçut une dotation de 4 000 francs sur les biens du domaine extraordinaire en Hanovre et, le 21 décembre de la même année, il figure sur la grande fournée de chambellans, la même que celle dans laquelle on trouve également Las Cases. Il fait effectivement son service en cette qualité en 1810 et 1811.

### Un imprudent mariage d’amour
Le 20 janvier 1812, Montholon quitte l’armée pour embrasser grandement la carrière diplomatique en devenant ministre plénipotentiaire auprès du grand-duc de Wurtzbourg, ci-devant grand-duc de Toscane, à la faveur d’une vaste fournée de diplomates.
En 1808, Montholon rencontre une jolie femme, déjà divorcée une première fois, de trois ans son aînée, Albine de Vassal, épouse en deuxièmes noces d’un financier genevois, le baron Daniel Roger. C'est un coup de foudre réciproque. Albine quitte le domicile conjugal pour vivre avec Montholon dont elle a un fils, Napoléon Charles Tristan, né le 3 octobre 1810. Le baron Roger demande et obtient la séparation de corps le 26 avril 1809, puis le divorce le 26 mai 1812.
Montholon demande alors la permission d’épouser la jeune femme, mais celle-ci lui est refusée. Profitant du passage de Napoléon, partant pour la campagne de Russie, à Wurtzbourg, il a recours à un stratagème en se faisant accorder un congé pour épouser « une nièce du président Séguier », avocat général à la Cour de cassation, en omettant de préciser que cette nièce est précisément la jeune femme pour laquelle l’autorisation lui a été précédemment refusée. Il revient vite à Paris et épouse discrètement Albine dans une petite commune proche de Paris (à Draveil), le 2 juillet 1812.
Cette imprudence lui vaut sa destitution lorsque Napoléon découvre la supercherie, sur un rapport dressé par le duc de Rovigo : il ordonne la révocation de Montholon de ses fonctions de ministre plénipotentiaire, qui est effective le 10 décembre 1812. Montholon doit se retirer en province, et vit avec sa femme dans un petit château à Changy, près de Nogent-sur-Vernisson, dans une situation financière critique, car il semble avoir dilapidé en quelques mois tous les fonds dont il pouvait disposer.
Après la campagne de Russie, on rappelle tous les officiers non employés : en avril 1813, Montholon est désigné pour se rendre à Metz, comme chef d’état-major de la 2e division du 3e corps de cavalerie légère. Il refuse en invoquant une blessure à la cuisse gauche qui l’empêche de monter à cheval, ce qui est vérifié. En septembre de la même année, on veut l’envoyer comme chef d’état-major du prince d’Essling à Toulon, puis le 4 décembre, on l’informe qu’on le met à la disposition du général Decaën, commandant en chef dans les Pays-Bas. Il répond qu’il s’y rendra « dès que sa maladie le lui permettra », prétextant une fièvre. Le ministre, lassé de ces esquives, ordonne alors de le faire rechercher. On le trouve à Paris le 22 janvier 1814. Toujours invoquant sa santé délicate, il demande le commandement d’un département. Le 2 mars, on lui donne celui de la Loire, et il va rendre visite au préfet, Rambuteau, qui forme des bataillons provisoires avec les régiments réfugiés dans son département. Montholon en prend le commandement. Il se dirige sur la Franche-Comté pour appuyer le maréchal Augereau, doit se replier sur Lyon et Roanne, puis sur Saint-Bonnet-le-Château, où le préfet a translaté sa préfecture, où il se terre pendant quelque temps, coupé de ses troupes qui battent la campagne. Un ordre du général Poncet finit par l’en déloger le 2 avril, mais il est bien tard : les Autrichiens ont pris Montbrison et Roanne le 10 avril. Montholon, en battant en retraite devant l’avance des colonnes autrichiennes, se fait verser par le payeur de Noirétable une « somme de 2 000 francs imputable sur le 1er trimestre 1814 pour ses appointements, plus le mois de décembre 1813 arriéré » ; le 14, à Clermont-Ferrand, il se fait remettre cette fois, par le payeur général du département, 5 970 francs « pour valoir sur la solde des troupes qu’il commandait, l’arrivée de l’ennemi dans une heure ne permettant pas de régulariser les paiements ».

### Une valse hésitation sous la Première Restauration et lesCent-Jours
Après l’abdication de Napoléon, il remet son commandement au colonel Genty du 8e léger. Il semble qu’il a alors gagné Fontainebleau qu’il atteint le 20 avril, à temps pour y croiser l’empereur qui part pour l’île d'Elbe. En tout cas, le même jour, il s’adresse au général-comte Dupont de l’Étang, commissaire au département de la Guerre pour le roi Louis XVIII :

« J’ai l’honneur d’exposer à Votre Excellence qu’accablé depuis dix-huit mois de la disgrâce du Gouvernement par suite d’un rapport du général Savary, mon avancement militaire a été complètement arrêté et que déjà, j’ai près de six ans de grade d’adjudant-commandant. Permettez-moi, Monseigneur, de solliciter de votre bonté le grade de général de brigade. Je servirai le roi aussi fidèlement que mes pères servaient Henri II et François Ier. »

— cité par : Masson, Napoléon à Sainte-Hélène, tome I, p. 119.
Ces offres de service ne sont pas immédiatement suivies d’effet mais Montholon obtient quand même la croix de chevalier de Saint-Louis, le 8 juillet 1814. Le 31 juillet, il écrit à Louis XVIII :

« Sire,
J’ai ressenti les augustes bienfaits de Votre Majesté avant qu’il me fût permis de les apprécier. Je n’avais pas atteint l’âge de six ans que Votre Majesté daigna, par une faveur spéciale, me conférer, à la sollicitation de Madame la princesse de Lamballe, à laquelle j’avais l’honneur d’appartenir, la place de premier veneur, occupée précédemment par mon père et qui a péri sur ma tête. Sire, parvenu à seize ans, privé de ma fortune et de mon prince, j’ai cherché à me rendre au moins digne de l’honneur que j’avais reçu de vous. Votre Majesté venait d’ordonner le licenciement des armées royales. J’ai servi mon pays. Treize campagnes, dix grandes batailles auxquelles j’ai concouru, plusieurs chevaux tués sous moi, tous mes grades obtenus à l’armée, tels sont les titres que j’ai l’honneur de déposer aux pieds de Votre Majesté. J’ose la supplier de se faire rendre compte de mes services par son ministre de la Guerre et de me permettre de verser tout mon sang pour Elle dans le grade de maréchal de camp qu’occupent aujourd’hui mes cadets.
Le colonel marquis de Montholon, beau-fils de M. le comte de Sémonville, grand référendaire de la Chambre des Pairs »

Le 23 août 1814, Montholon est nommé maréchal de camp (général de brigade), par un brevet signé de Louis XVIII. S’il n'est pas rétabli dans sa charge de premier veneur — dont il avait obtenu la survivance mais non la finance à la mort de son père en 1788 — il obtient les entrées de la Chambre. C’est alors qu’il y eut bruit de la somme de 5 970 francs prélevée sans aucune justification sérieuse sur le receveur général de Clermont-Ferrand. Augereau veut le faire passer en conseil de guerre. Montholon fait se démener sa parentèle auprès du général Dupont, qui ajourne la décision. Montholon tente de se faire rétablir dans son commandement en faisant intervenir ses beaux-frères, le maréchal MacDonald et le comte de Sparre, auprès du maréchal Soult, nouveau ministre de la Guerre. En vain. Il réclame alors, en compensation, la cravate de commandeur de la Légion d’honneur, alors qu’il n’a jamais été promu officier, contrairement à ce qu’il prétendra. Il ne l’obtient pas davantage, mais est invité à ne pas paraître à la Cour et à se faire oublier. Sa carrière qui s’annonçait brillante sous les Bourbons veint de se briser sur ses prévarications.
C’est alors que survint le coup de théâtre des Cent-Jours. Le 2 juin 1815, Montholon demande au prince d’Eckmühl, ministre de la Guerre, la confirmation de son grade de maréchal de camp et son rappel à l’activité. Le 5 juin, il s’adresse à l’empereur :

« Sire,
Le 21 avril 1814, dix-huit jours après la trahison de l’Armée de Lyon, dans laquelle je servais, j’ai été à Fontainebleau, offrir à Votre Majesté la brigade que je commandais et que je lui avais conservée fidèle, au milieu d’une armée rebelle et d’une population révoltée. Je n’ai pas craint alors le danger auquel m’exposait ma résistance aux ordres du maréchal Augereau, aux séductions du marquis de Rivière et aux insistances de ma famille. Tout dévoué à Votre Majesté, j’ai tout sacrifié pour Elle.
Sire, Votre Majesté jugera si, de tous ses serviteurs restés en France, aucun plus que moi ne s’est rendu digne de ses bontés par son constant dévouement et, s’il m’est permis de déposer à ses pieds le pénible sentiment que m’a fait éprouver la préférence qu’elle a donnée sur moi à plusieurs de mes camarades dont la conduite fut opposée à la mienne.
Sire, par le dévouement dont j’ai fait preuve, je pouvais avoir l’espoir d’être appelé à un service militaire auprès de Votre Majesté ; par mon nom, le premier de la magistrature française, ma fortune territoriale et l’existence de ma famille, je pouvais avoir des droits à faire partie de la Chambre des Pairs. Je ne réclame point auprès de Votre Majesté ce que j’eusse été doublement heureux de devoir à sa bienveillance, mais je la supplie de m’accorder de l’activité et un poste d’honneur. »

— cité par : Masson, Napoléon à Sainte-Hélène, tome I, p. 118 et 124.
L’empereur annote favorablement la lettre qui lui était destinée et la transmet à son aide de camp, le général Flahaut, qui avait entre les mains le rapport du ministre de la Guerre sur la demande que Montholon lui a adressée. Aussitôt, le 5 juin 1815, Montholon est nommé général de brigade, recevant ainsi de nouveau de Napoléon le grade qu’il a obtenu une première fois de Louis XVIII. Mais il reste sans affectation.

### Avec NapoléonIerà Sainte-Hélène
Au retour de Waterloo, et bien qu’il ne soit plus chambellan, il se présente à l’Élysée revêtu de l’habit écarlate à parements d’argent qu’il avait porté en 1810. Le palais est fort désorganisé, presque vide, on l’emploie, et il proteste hautement de son dévouement. Quand l’heure du départ sonne, il se glisse dans la suite de l’empereur.
Il se trouve avec Napoléon sur le Bellérophon le 31 juillet 1815 lorsque l’empereur reçut lecture de la note du gouvernement britannique qui le condamne à être détenu à Sainte-Hélène. Cette note précise : « On laissera le général Buonaparte choisir, parmi les personnes qui l’ont accompagné au Royaume-Uni, à l’exception des généraux Savary et Lallemand, trois officiers qui, avec son chirurgien, auront la permission de l’accompagner et ne pourront quitter l’île sans l’autorisation du gouvernement britannique. » Profondément abattu, Napoléon refuse d’abord obstinément de désigner les trois officiers qui l’accompagneraient à Sainte-Hélène. En définitive, il désigne les généraux Montholon et Bertrand et le colonel Planat de La Faye, avant que ce dernier ne soit remplacé par le général Gourgaud sur les protestations de celui-ci.
Une légende tenace a affirmé que les Britanniques se seraient arrangés pour que Montholon — que Napoléon ne connaît pas particulièrement et qui a été accusé sans preuve d’avoir été un agent chargé par les Bourbons d’empoisonner l’empereur — soit du voyage. Cette légende est infondée puisque l’état (annexé à la lettre adressée par le général Bertrand au capitaine Maitland, commandant le Bellérophon, le 14 juillet 1815), qui constitue la liste officielle « des personnes composant la suite de Napoléon Buonaparte », comporte, en retirant Savary et Lallemand, trois officiers généraux (Las Cases est mentionné au nombre de ceux-ci) et sept officiers (en retirant le chirurgien Maingault, porté parmi ceux-ci) soit dix officiers parmi lesquels Napoléon est libre de choisir ses trois compagnons. Il n’était donc nullement tenu de désigner Montholon. Si les Britanniques avaient voulu qu’il le fît, ils auraient précisé « trois officiers généraux ».
D’après la thèse du chercheur napoléonien Ben Weider, Montholon serait le véritable responsable de la mort de Napoléon en l’ayant empoisonné à l’arsenic. La thèse s’appuyait notamment sur le fait qu'à Sainte-Hélène, Montholon était connu comme un personnage douteux. Cette thèse est reprise par Philippe Valode pour qui l'acte est l'œuvre d'un mari jaloux, son épouse Albine étant devenue la dernière maîtresse de l'Empereur. Toutefois, cette thèse est contredite par plusieurs historiens et chercheurs.
Pour un article plus général, voir Mort de Napoléon Ier.
C'est Montholon qui ferme les yeux à l’empereur. Dans le testament de l’empereur, on lit ce qui suit :
« Je lègue au comte de Montholon deux millions de francs comme une preuve de ma satisfaction des soins filials qu’il m’a donnés depuis six ans.

Je lègue au comte Bertrand cinq cent mille francs.

Je lègue à Marchand, mon premier valet de chambre, quatre cent mille francs. Les services qu’il m’a rendus sont ceux d’un ami. Je désire qu’il épouse une veuve, sœur ou fille d’un officier ou soldat de ma vieille Garde

J’institue les comtes Montholon, Bertrand et Marchand, mes exécuteurs testamentaires, etc., etc. »

### Le retour en Europe
Le 27 mai 1821, Montholon et les derniers compagnons de Napoléon embarquent sur le Camel qui fait voile vers l’Europe. Le 25 juillet, alors que le bateau entre dans les mers d’Europe, Montholon ouvre le testament. On arrête le compte de la succession, qui laisse un reliquat de 145 000 francs qui est partagé entre les trois exécuteurs testamentaires. Montholon retrouve Paris en octobre.
Il mène d’abord grand train, entre son hôtel à Paris, no 52 rue Chantereine, et son château de Frémigny, près d’Arpajon. Peu de temps après son retour en France, lui et sa femme se sont séparés : la liquidation de la communauté est prononcée par le tribunal civil de la Seine le 23 février 1828.

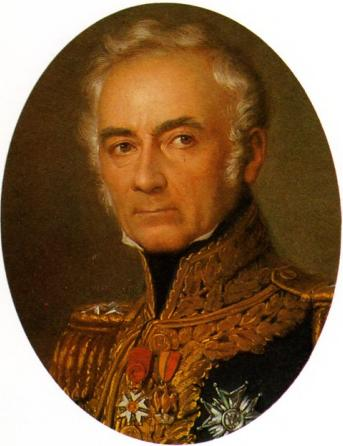
Anonyme, Le général de Montholon sous la monarchie de Juillet, œuvre non localisée.

De concert avec Gaspard Gourgaud, son ancien ennemi, ils éditent les Mémoires pour servir à l'histoire de France sous Napoléon (8 vol., 1822-1825). Des spéculations ont tôt fait d’engloutir les legs de l’empereur. Il fait banqueroute en juillet 1829 ; condamné à la prison pour dettes par jugement du tribunal de commerce de la Seine du 31 juillet 1829, il s’enfuit à l’étranger et doit attendre sa réhabilitation jusqu’en 1838. La monarchie de Juillet, bienveillante aux bonapartistes, lui rend son grade, le 22 mai 1831, mais sans l’employer. Il s'enfuit à Londres pour échapper à ses créanciers, et intrigue avec Louis-Napoléon Bonaparte. En 1840, on le voit non pas le 7 juillet s’embarquant sur la Belle Poule pour se joindre à l’expédition du retour des cendres, mais, un mois plus tard au désastreux débarquement de Boulogne-sur-Mer, le 6 août. Cette aventure lui vaut d’être condamné par un arrêt de la Cour des pairs du 6 octobre 1840 à six ans de forteresse à Ham. Son ami Gourgaud, très en cour sous la monarchie de Juillet, l’en fait sortir le 10 juillet 1846 après l’évasion de Louis-Napoléon Bonaparte.

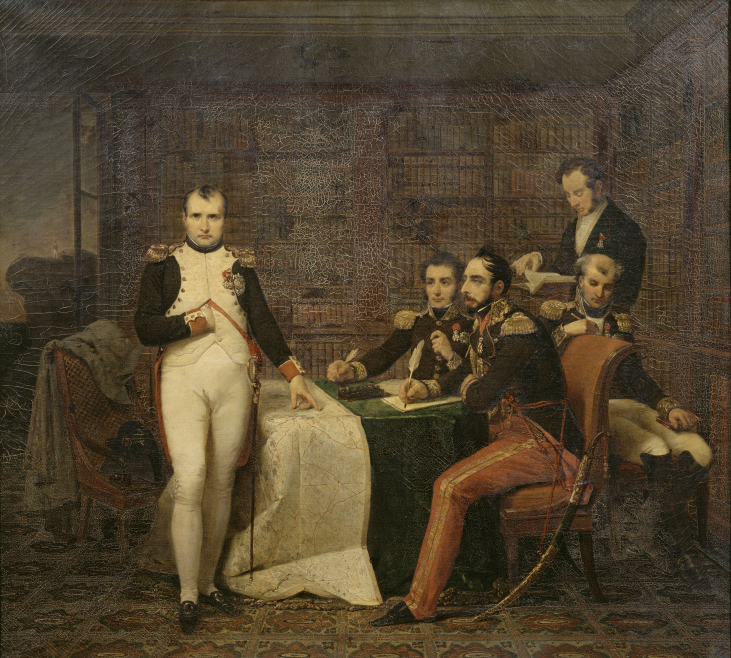
École française du XIXe siècle, dictant ses mémoires aux généraux Montholon et Gourgaud en présence du grand-maréchal Bertrand et du comte de Las Cases, musée napoléonien de l'île d'Aix.

À Ham, Montholon s’occupe à rédiger l’ouvrage qu’il publie en 1846 sous le titre Récits de la captivité de l’Empereur Napoléon à Sainte-Hélène, précédée d’une notice biographique de fantaisie, pourtant reproduite quasi-intégralement par de nombreux ouvrages ultérieurs. Le fidèle valet de chambre de l’empereur, Marchand, lui fait quelques observations respectueuses, auxquelles il répond en l’engageant à l’aider à rectifier ses erreurs lorsqu’on fera une seconde édition mais il n’y en eut pas car l’ouvrage n’a guère de succès.
À Ham, Montholon a un appartement au rez-de-chaussée d’un petit bâtiment sur la cour, au premier étage duquel loge Louis-Napoléon et le Dr Conneau. Montholon et Louis-Napoléon vivent ainsi dans l’intimité pendant six ans. Ils dînent ensemble presque tous les soirs, terminant la soirée par des parties de whist dont l’ennui le dispute aux parties d’échecs de Longwood. Pour la seconde fois, Montholon partage la captivité d’un Bonaparte ; sans doute adoucit-il celle du neveu en lui racontant l’exil de l’oncle ; il était dit qu’il accompagnerait dans leurs prisons les deux membres les plus remarquables de la famille. Les conditions de captivité réservent quelques souplesses : une Irlandaise, Caroline O’Hara (1802-1886), qui avait été la maîtresse de Louis-Napoléon, passe de celui-ci à Montholon, ou vice-versa, on ne sait trop ; elle vit pour ainsi dire à demeure ; le général lui fait d’abord un enfant, en avril 1843, puis l’épouse, en 1849 après la mort d’Albine, survenue en 1848.
Montholon fait partie du comité national de soutien à Louis-Napoléon Bonaparte pour l’élection présidentielle de 1848 et, en mai 1849, il se fait élire à l’Assemblée législative dans le département de la Charente-Maritime. Napoléon III n’oublie pas entièrement, contrairement à ce qu’on a dit, leur équipée et leur captivité commune : Montholon, ruiné, reçut un don de 50 000 francs, en avril 1852 ; la même année, il fut réintégré dans son grade de général de brigade et, l’année suivante, devient comte de l’Empire.
Il ne survit pas longtemps à l’avènement du Second Empire : il meurt à Paris le 20 août 1853. Ses enfants demandent vainement à Napoléon III qu’il soit inhumé aux Invalides, comme le général Bertrand. Depuis, il repose dans le caveau familial du cimetière de Bouray-sur-Juine dans l’Essonne.
Les papiers personnels de la famille de Montholon sont conservés aux Archives nationales sous la cote « 115 AP ».

## Famille
Montholon épouse Albine Vassal le 2 juillet 1812, deux mois après qu’elle a divorcé de son second mari, Daniel Roger. Leur premier fils, Tristan de Montholon (1810-1831), est conçu alors qu’elle était encore mariée à Roger. Leur second enfant, Charles-François-Frédéric, marquis de Montholon-Sémonville, naît en 1814. Ils ont également deux filles, Napoléone et Joséphine, toutes deux nées à Sainte Hélène en 1816 et en 1818, toutefois la seconde pourrait être la fille de Napoléon.
Il a aussi un autre fils, Charles-Jean-Tristan (né à Ham, 1843-1899) de sa maîtresse, Caroline-Jane O’Hara, infirmière britannique, titrée Comtesse de Lee. Ils se marient peu de temps après la mort d’Albine en 1848.
Charles-Jean Tristan épouse Paolina Fe d’Ostiani et vit au palais Simoni Fè à Bienno en Italie. Il prend la fuite après avoir causé un accident de chasse mortel. Sa femme mourra à Brescia en 1932. Ils avaient laissé l'usufruit des étages inférieurs du palais Simoni à leurs parents et personnes de confiance, la famille Panteghini ad vitam aeternam, que ses descendants abandonneront en 1988 à la ville de Bienno, et le palais deviendra la bibliothèque municipale et un centre culturel.
Il est franc-maçon.

### Sources
- « Charles-Tristan de Montholon », dans Charles Mullié, Biographie des célébrités militaires des armées de terre et de mer de 1789 à 1850, 1852 [détail de l’édition].
- « Charles-Tristan de Montholon », dans Adolphe Robert et Gaston Cougny, Dictionnaire des parlementaires français, Edgar Bourloton, 1889-1891 [détail de l’édition].
- « Cote LH/1919/80 », base Léonore, ministère français de la Culture